# J. D. 드루

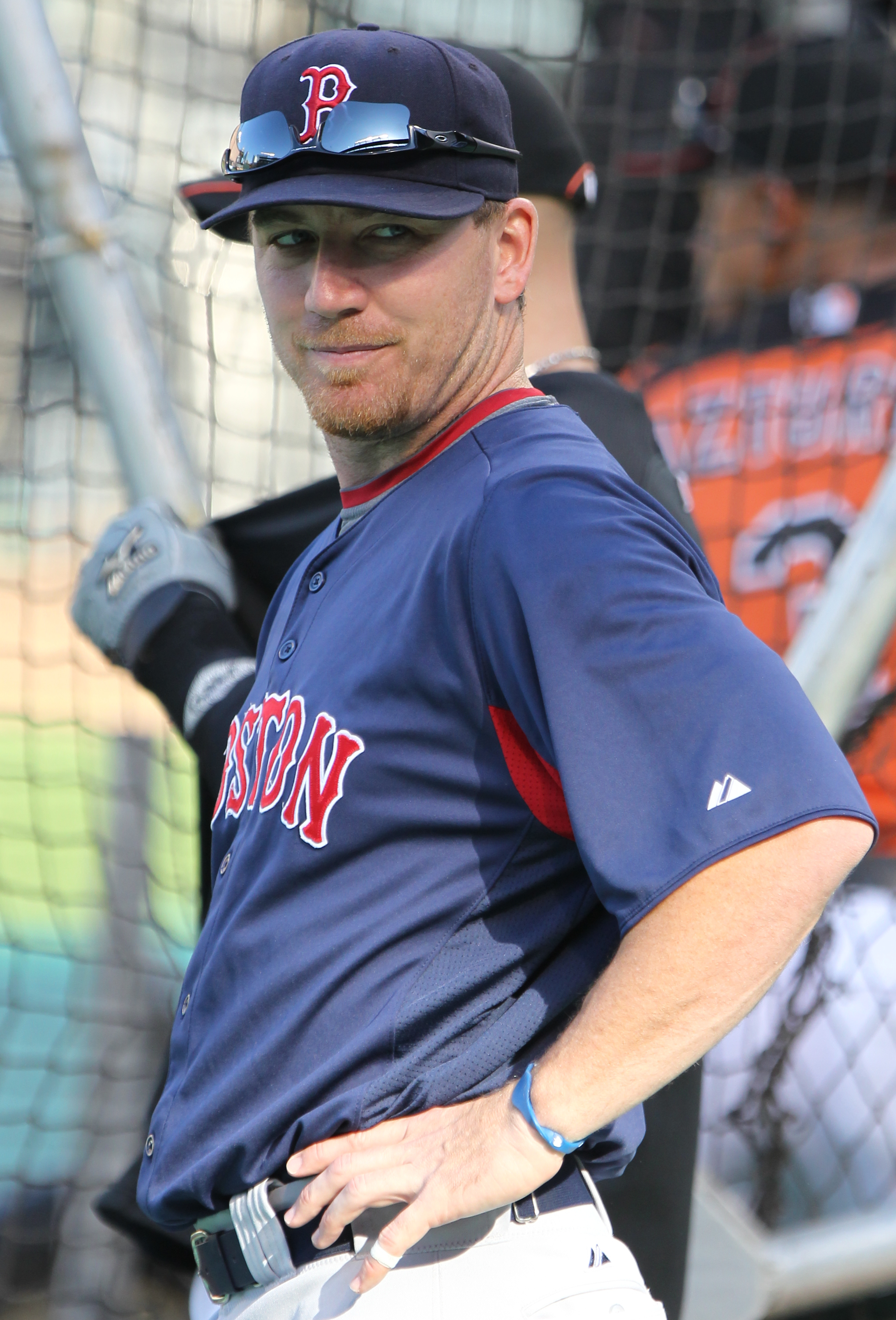
2011년 보스턴 레드 삭스에서의 드루

J. D. 드루(J. D. Drew, 본명: 데이비드 조너선 드루, David Jonathan Drew, 1975년 11월 20일 ~ )는 미국의 전 메이저 리그 베이스볼 우익수이다. 1998년 세인트루이스 카디널스에서 메이저 리그 경력을 시작했으며 애틀랜타 브레이브스, 로스앤젤레스 다저스, 보스턴 레드삭스에서도 뛰었다. 다른 두 메이저 리그 선수인 스티븐(Stephen)과 팀(Tim)의 형제이다.

## 대학 생활
드루는 1994년 조지아주 발도스타에 있는 론데스 카운티 고등학교를 졸업했다. 1994년 드래프트 20라운드에서 샌프란시스코 자이언츠에 지명되었으나 계약을 맺지 않았다. 그 후 플로리다 주립 대학에 다녔으며 그곳에서 마이크 마틴(Mike Martin) 감독 밑에서 뛰었다. 플로리다 주립대학교에서 1997년 딕 하우저(Dick Howser) 트로피와 1997년 골든 스파이크스(Golden Spikes) 상을 수상했고, 1997년 대학 야구 올해의 선수, 1997년 스포팅 뉴스(Sporting News) 올해의 선수로 선정되었으며, 컨센서스 올 아메리칸 선수로 선정되었다. 또한 1997년 ACC 올해의 선수로 선정되었다. 1996년 팀 USA의 멤버였다. 드루는 1996년 퍼스트 팀, 1995년 프레시맨 올 아메리칸(Freshman All-American)이었고 1995년 칼리지 월드 시리즈 올 토너먼트 팀(College World Series All Tournament Team)에 이름을 올렸다. 같은 시즌에 30홈런과 30도루를 기록한 대학 야구 역사상 최초의 선수였다. 1997년에 .455의 타율을 기록하여 플로리다 주 기록을 세웠으며 대학 야구 역사상 100안타, 100득점, 100타점을 기록한 단 3명의 선수 중 한 명이 되었다. 대학 생활 동안 드루는 17개의 학교 및 컨퍼런스 기록을 깨뜨렸다.